# Institut supérieur de l'aéronautique et de l'espace
Institut supérieur de l'aéronautique et de l'espace (ISAE-SUPAERO) är en fransk grande école som utexaminerar generalistingenjörer i södra Frankrike (Toulouse), och som är medlem av Université Fédérale Toulouse Midi-Pyrénées.
Examina från skolan är: Ingenjör Supaéro, Mastère spécialisé (i samarbete med École nationale de l'aviation civile och École de l'Air) samt Mooc-kurs.

## Utbyte & Dubbla examina
Flera svenska tekniska högskolor, till exempel Lunds tekniska högskola och Kungliga Tekniska högskolan, har utbyte med ISAE-SUPAERO, bland annat nätverket TIME, som efter ett tvåårigt utbyte ger rätt till en examen också från den utländska högskolan. 

## Framstående personer som utexaminerats från ISAE-SUPAERO
- Jean-Marie Bastien-Thiry, fransk militär
- Henri Coandă, rumänsk fysiker och pionjär inom aerodynamik
- Marcel Dassault, grundare av Dassault Aviation
- Michail Gurevitj, sovjetisk flygplanskonstruktör och partner med Artiom Mikojan